# Supercoppa dei Paesi Bassi 2012
La Supercoppa dei Paesi Bassi 2012 (ufficialmente Johan Cruijff Schaal XVII) è stata la ventitreesima edizione della Johan Cruijff Schaal.
Si è svolta il 5 agosto 2012 all'Amsterdam ArenA tra il PSV Eindhoven, vincitore della KNVB beker 2011-2012, e l'Ajax, vincitore della Eredivisie.
La vittoria del trofeo è andata al PSV, che ha sconfitto per 4-2 l'Ajax grazie alla doppietta dello svedese Ola Toivonen e alle reti di Jeremain Lens e Georginio Wijnaldum. Per i lancieri, invece, timbra il cartellino il belga Toby Alderweireld, oltre all'autogol del brasiliano Marcelo.

## Partecipanti
| Squadre | Qualificazione                       | Partecipazioni precedenti (il grassetto indica la vittoria)                       |
| ------- | ------------------------------------ | --------------------------------------------------------------------------------- |
| Ajax    | Vincitore della Eredivisie 2011-2012 | 13 (1993, 1994, 1995, 1996, 1998, 1999, 2002, 2004, 2005, 2006, 2007, 2010, 2011) |
| PSV     | Vincitore della KNVB beker 2011-2012 | 13 (1991, 1992, 1996, 1997, 1998, 2000, 2001, 2002, 2003, 2005, 2006, 2007, 2008) |

## Tabellino
| Arbitro: | Kuipers |

|                                           |           |                                     |
| Toivonen 3’, 53’ Lens 11’ Wijnaldum 90+4’ | Marcatori | 54’ Alderweireld 75’ (aut.) Marcelo |

| PSV | Ajax |

### Formazioni
| PSV:            |    |                     |     |     |
|                 |    |                     |     |     |
| P               | 1  | Przemysław Tytoń    | 78’ |     |
| D               | 13 | Atiba Hutchinson    |     |     |
| D               | 4  | Marcelo             |     |     |
| D               | 3  | Wilfred Bouma       |     |     |
| D               | 15 | Jetro Willems       |     |     |
| C               | 6  | Mark van Bommel (c) |     |     |
| C               | 7  | Ola Toivonen        |     | 74’ |
| C               | 8  | Kevin Strootman     | 37’ |     |
| A               | 17 | Luciano Narsingh    |     | 84’ |
| A               | 11 | Jeremain Lens       |     |     |
| A               | 14 | Dries Mertens       |     |     |
| A disposizione: |    |                     |     |     |
| P               | 21 | Boy Waterman        |     |     |
| D               | 18 | Timothy Derijck     |     |     |
| C               | 10 | Georginio Wijnaldum |     | 74’ |
| C               | 20 | Peter van Ooijen    |     |     |
| C               | 24 | Marcel Ritzmaier    |     |     |
| A               | 9  | Tim Matavž          |     |     |
| A               | 22 | Memphis Depay       |     | 84’ |
| Allenatore:     |    |                     |     |     |
| Dick Advocaat   |    |                     |     |     |

| Ajax:           |    |                     |        |     |
|                 |    |                     |        |     |
| P               | 1  | Kenneth Vermeer     |        |     |
| D               | 24 | Ricardo van Rhijn   | 90'+2’ |     |
| D               | 3  | Toby Alderweireld   | 90'+1’ |     |
| D               | 17 | Daley Blind         |        |     |
| D               | 35 | Mitchell Dijks      | 31’    | 76’ |
| C               | 10 | Siem de Jong (c)    | 78’    |     |
| C               | 5  | Vurnon Anita        |        |     |
| C               | 16 | Theo Janssen        | 79’    |     |
| A               | 23 | Aras Özbiliz        |        |     |
| A               | 9  | Kolbeinn Sigþórsson |        | 76’ |
| A               | 39 | Viktor Fischer      |        | 65’ |
| A disposizione: |    |                     |        |     |
| P               | 22 | Jasper Cillessen    |        |     |
| D               | 26 | Dico Koppers        |        | 76’ |
| D               | 33 | Joël Veltman        |        |     |
| C               | 20 | Lasse Schøne        |        | 64’ |
| C               | 25 | Thulani Serero      |        |     |
| A               | 11 | Lorenzo Ebecilio    |        |     |
| A               | 18 | Davy Klaassen       |        | 76’ |
| Allenatore:     |    |                     |        |     |
| Frank de Boer   |    |                     |        |     |